# Anna Regina
Anna Regina är en stad i regionen Pomeroon-Supenaam i norra Guyana. Staden hade 11 133 invånare vid folkräkningen 2012, på en yta av 78,5 km². Den är huvudort i regionen Pomeroon-Supenaam och ligger vid atlantkusten, cirka 60 kilometer nordväst om Georgetown. Anna Regina erhöll stadsrättigheter 1970 och består av 18 byar från Walton Hall i norr till Three Friends i söder.